# Wygrywająca na wygrywającą
Wygrywająca na wygrywającą – w brydżu manewr rozgrywającego, w którym zrzuca wygrywającą kartę na inną wygrywającą fortę lub honor w celu odblokowania koloru.  Motyw wygrywająca na wygrywającą został opisany po raz pierwszy przez Terence’a Reese’a. 
|   |         | ♠     | KW4   |   |        |
| ♥ | D10962  |       |       |   |        |
| ♦ | A       |       |       |   |        |
| ♣ | AW104   |       |       |   |        |
| ♠ | AD10763 | NW ES | NW ES | ♠ | 952    |
| ♥ | W8753   | NW ES | NW ES | ♥ | 4      |
| ♦ | 72      | NW ES | NW ES | ♦ | DW1086 |
| ♣ | -       | NW ES | NW ES | ♣ | 8532   |
|   |         | ♠     | 8     |   |        |
| ♥ | AK      |       |       |   |        |
| ♦ | K9543   |       |       |   |        |
| ♣ | KD976   |       |       |   |        |

Rozgrywający, S, gra sześć trefl po wiście asem pik i kontynuacją małym kierem.  Zgranie asa atu ujawnia zły podział trefli i najlepszą szansą rozgrywającego jest gra na obustronne przebitki.  Istnieje jednak ryzyko, że przy zgraniu dwóch kierów, co jest potrzebne do rozpoczęcia tego manewru, gracz E może przebić drugiego kiera.  Rozgrywający gra więc ze stołu króla pik zrzucając z ręki figurę kier, i po przejściu do stołu asem gra stamtąd damę kier. Bez znaczenie jest czy teraz E przebije tę lewę, jako że rozgrywający zawsze może nadbić
.